# Henri Cauchon de Maupas
Henri Cauchon de Maupas du Tour (Reims, 1606 – Évreux, 12 agosto 1680) è stato un vescovo cattolico francese.

## Biografia
Nato nel castello di Cosson, all'età di dieci anni ricevette la tonsura e fu nominato abate di Saint-Denis a Reims. Studiò presso i gesuiti del collegio di Reims e di Pont-à-Mousson, ottenendo il baccellierato in filosofia nel 1622 e, nel 1625, il dottorato in teologia. Fu ordinato prete nel 1629 e fu nominato vicario generale di Reims.
Partecipò alle conferenze del martedì per il clero di Parigi di Vincenzo de' Paoli e fu in rapporti con Giovanni Eudes, Pierre de Bérulle, Jean-Jacques Olier e Charles de Condren. Ebbe contatti con Giovanna Francesca Frémiot de Chantal e subì l'influsso di Francesco di Sales.
Frequentò la compagnia del Santissimo Sacramento, fondata nel 1627. Fu primo cappellano di Anna d'Austria dal 1634 al 1661.
Fu eletto vescovo di Le Puy nel 1641: ricevette la consacrazione il 4 ottobre 1643 e fu intronizzato il 20 gennaio 1644. Durante il suo episcopato, approvò le suore di San Giuseppe fondate in diocesi dal gesuita Jean-Pierre Médaille. Promosse la causa di beatificazione di Francesco di Sales e, a tale scopo, soggiornò per un periodo a Roma.
Trasferito alla sede di Évreux nel 1661, morì nel 1680.
Fu autore delle prime biografie di Francesco di Sales e Giovanna Francesca de Chantal (La vie de la vénérable Mère Jeanne Françoise Frémiot, de Chantal, pubblicata a Parigi nel 1644, e La vie du venerable serviteur de Dieu François de Sales).

## Genealogia episcopale e successione apostolica
La genealogia episcopale è:
- Arcivescovo Filippo Archinto
- Papa Pio IV
- Cardinale Giovanni Antonio Serbelloni
- Cardinale Carlo Borromeo
- Cardinale Ottavio Paravicini
- Cardinale Giambattista Leni
- Cardinale Gianfrancesco Guidi di Bagno
- Arcivescovo Charles de Montchal
- Vescovo Henri Cauchon de Maupas

La successione apostolica è:
- Vescovo François Servien (1655)